# Шпанија на Светском првенству у атлетици у дворани 2016.
Шпанија је учествовала на 16. Светском првенству у атлетици у дворани 2016. одржаном у Портланду од 17. до 20. марта, шеснаести пут, односно учествовала је на свим светским првенствима у дворани до данас. Репрезентацију Шпаније представљало је 15 такмичара (13 мушкарца и 2 жене), који су се такмичили у осам дисциплина (6 мушких и 3 женске). ·

## Учесници
| Мушкарци: - Бруно Ортелано — 60 м - Анхел Давид Родригез — 60 м - Лукас Буа — 400 м - Данијел Андухар — 800 м - Алваро де Ариба — 800 м - Мануел Олмедо — 1.500 м - Марк Алкава — 1.500 м - Виктор Гасија — 3.000 м - Јидиел Контрерас — 60 м препоне - Пабло Торихос — Троскок - Борха Вивас — Бацање кугле - Карлос Тобалина — Бацање кугле - Хорхе Урена — Седмобој | Жене: - Рут Беитија — Скок увис - Ана Пелетеиро — Троскок |  |

## Резултати

### Мушкарци
| Атлетичар            | Дисциплина   | Лични рекорд | Квалификације | Квалификације | Полуфинале | Полуфинале | Финале   | Финале | Детаљи |
| Атлетичар            | Дисциплина   | Лични рекорд | Резултат      | Место         | Резултат   | Место      | Резултат | Место  | Детаљи |
| -------------------- | ------------ | ------------ | ------------- | ------------- | ---------- | ---------- | -------- | ------ | ------ |
| Бруно Ортелано       | 60 м         |              |               |               |            |            |          |        |        |
| Анхел Давид Родригез | 60 м         |              |               |               |            |            |          |        |        |
| Лукас Буа            | 400 м        |              |               |               |            |            |          |        |        |
| Данијел Андухар      | 800 м        |              |               |               |            |            |          |        |        |
| Алваро де Ариба      | 800 м        |              |               |               |            |            |          |        |        |
| Мануел Олмедо        | 1.500 м      |              |               |               |            |            |          |        |        |
| Марк Алкава          | 1.500 м      |              |               |               |            |            |          |        |        |
| Виктор Гасија        | 3.000 м      |              |               |               |            |            |          |        |        |
| Јидиел Контрерас     | 60 м препоне |              |               |               |            |            |          |        |        |
| Пабло Торихос        | троскок      |              |               |               |            |            |          |        |        |
| Борха Вивас          | бацање кугле |              |               |               |            |            |          |        |        |
| Карлос Тобалина      | бацање кугле |              |               |               |            |            |          |        |        |

Седмобој
| Дисциплина   | Хорхе Урена | Хорхе Урена | Хорхе Урена | Хорхе Урена | Хорхе Урена | Хорхе Урена |
| Дисциплина   | Лич. рек.   | Рез.        | Бод.        | Плас.       | Укупно      | Плас.       |
| ------------ | ----------- | ----------- | ----------- | ----------- | ----------- | ----------- |
| 60 м         |             |             |             |             |             |             |
| Скок удаљ    |             |             |             |             |             |             |
| Бацање кугле |             |             |             |             |             |             |
| Скок увис    |             |             |             |             |             |             |
| 60 м препоне |             |             |             |             |             |             |
| Скок мотком  |             |             |             |             |             |             |
| 1.000 м      |             |             |             |             |             |             |
| Укупно       |             |             |             |             |             |             |

### Жене
| Атлетичарка   | Дисциплина | Лични рекорд | Квалификације | Квалификације | Финале   | Финале | Детаљи |
| Атлетичарка   | Дисциплина | Лични рекорд | Резултат      | Место         | Резултат | Место  | Детаљи |
| ------------- | ---------- | ------------ | ------------- | ------------- | -------- | ------ | ------ |
| Рут Беитија   | Скок увис  | 2,01 НР      |               |               |          |        |        |
| Ана Полетеиро | Троскок    | 13,04        |               |               |          |        |        |